# علم الوراثة التغذوية

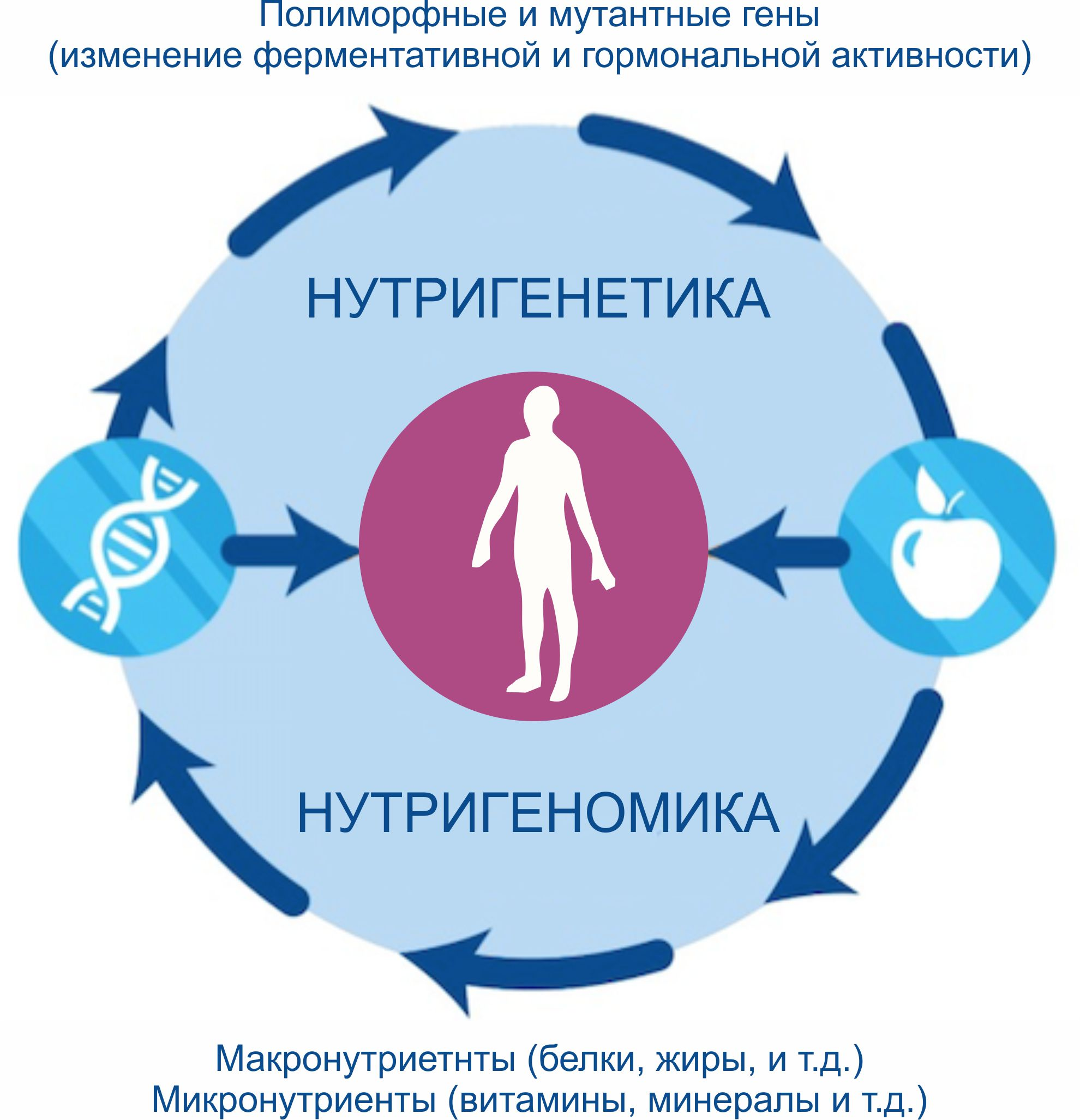

علم الوراثة التغذويّة (بالإنجليزية: Nutrigenetics) فرعٌ من علم الجينوميات التغذويّة يهتم بتحديد مدى التأثر الوراثي حيال الأمراض فضلاً عن الاختلاف الوراثي في الآثار المتعلقة بتناول جرعة من العناصر المغذيّة على الجينوم (لمَجِين). ويجب تجنب الخلط بين علم الوراثة التغذويّة وعلم الجينوميات التغذويّة، والذي يركّز علي دور أطعمةٍ معينة في تنشيط جينات تؤثر علي فرص الإصابة بأمراضٍ معينةٍ مثل مرض آلزهايمر والسرطان. وما زال علم الوراثة التغذويّة في مهده بالمقارنة مع الفروع الأخرى من العلوم الطبية. وهو يهدف إلى تقديم مشورةٍ خاصة بالوقاية من الأمراض الشخصية تكون ملائمةً للفرد استنادًا إلى تركيبته الوراثية «الجينية». الهدف الرئيسي من علم الوراثة التغذويّة هو السماح لأخصائيي التغذية physicians بصياغة توصيات محددة وواضحة تتعلق بالصحة والحمية. وبالتالي، يمكن تحسين الطب الوقائي والتشخيص والعلاج

## نظريات تحليله
يتم تحديد النمط الجيني اللازم عن طريق تحليل الدم أو مسحة الخد. في وقت لاحق، يتم تحليل الحمض النووي بطرق مختلفة. من الطرق الشائعة لدراسة البيانات الوراثية ما يسمى «منهج الجينات المرشح» عندما يتم تحديد جين خطر محتمل. بعد إجراء التجارب على مزارع الخلايا، يمكن للحيوانات أو علماء البشر إنشاء علاقة إيجابية أو سلبية بين التعبير عن هذا الجين المرشح والجوانب التغذوية.
هناك طريقة علمية شائعة أخرى هي دراسة ارتباط الجينوم على نطاق واسع والتي تؤدي أيضًا إلى تحديد المتغيرات الجينية ذات الصلة. و تستند تحليلات علم الوراثة التغذوية على تأثير المكونات الغذائية على الجينوم ، بروتيوم ، الأيض وترنسكربيتوم (transcriptome).

## السمنة
يتمثل أحد الأهداف الرئيسية للباحثين في علم الوراثة التغذويّة في تحديد الجينات التي تجعل بعض الأفراد أكثر عرضةً للسمنة والأمراض المرتبطة بالسمنة. وتعد فرضية الجين المزدهر مثالاً على تأثير علم الوراثة التغذويّة على فهمنا للسمنة. حيث يُعتقد نظريًا أن الجين المزدهر يتسبب في تخزين حامليه للأطعمة ذات السعرات الحرارية العالية في صورة دهون في الجسم، وذلك على الأرجح كأسلوبٍ تطوريٍ للوقاية من الجوع خلال المجاعات. ومع ذلك، فإنه لا يزال يتعيّن تحديد «جيناتٍ مزدهرة» محتملة قد تكون عرضة للتأثر بعوامل التغذية. ويحتمل أن تثبت التطورات المستقبلية في مجال بحوث علم الوراثة التغذويّة وجود جيناتٍ مزدهرة، ما سيؤدي إلى امكانية إيجاد إجراءاتٍ مضادة لمكافحة آثارها؛ وذلك من أجل الوقاية من السمنة والأمراض المرتبطة بها.